# Direitos da natureza
A teoria de direitos da natureza ou direitos da Terra é uma teoria legal e jurisprudencial que descreve os direitos inerentes como associados a ecossistemas e espécies, semelhante ao conceito de direitos humanos fundamentais. O conceito de direitos da natureza desafia as leis do século XX, geralmente fundamentadas em um quadro da natureza como "recurso" a ser possuído. Os proponentes argumentam que as leis fundamentadas nos direitos da natureza direcionam a humanidade a agir de forma adequada e consistente com a ciência moderna baseada em sistemas, o que demonstra que os humanos e o mundo natural estão fundamentalmente interconectados.
Os defensores dos direitos da natureza argumentam que, assim como direitos humanos têm sido cada vez mais reconhecidos na lei, os direitos da natureza devem ser reconhecidos e incorporados à ética e às leis humanas.  Essa afirmação é sustentada por duas linhas de raciocínio: que a mesma ética que justifica os direitos humanos também justifica os direitos da natureza, e que a própria sobrevivência dos humanos depende de ecossistemas saudáveis.
Em maio de 2024 existiam quase 500 leis de direitos da natureza em nível local e nacional em pelo menos 40 países, incluindo dezenas de cidades e condados nos Estados Unidos. Eles assumem a forma de disposições constitucionais, acordos de tratados, estatutos, decretos locais e decisões judiciais. Uma disposição constitucional estadual está sendo buscada na Flórida.

## Princípios básicos
Os defensores dos direitos da natureza argumentam que, assim como os direitos humanos têm sido cada vez mais reconhecidos na lei, os direitos da natureza devem ser reconhecidos e incorporados à ética e às leis humanas.  Essa afirmação é sustentada por duas linhas de raciocínio: que a mesma ética que justifica os direitos humanos, também justifica os direitos da natureza, e que a própria sobrevivência dos humanos depende de ecossistemas saudáveis.

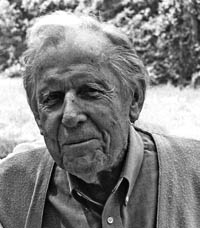
Thomas Berry - um historiador cultural dos EUA que introduziu o conceito legal de Jurisprudência da Terra que propôs que as leis da sociedade deveriam derivar das leis da natureza, explicando que "o universo é uma comunhão de sujeitos, não uma coleção de objetos"]

Argumenta-se que se os direitos humanos inerentes surgem da existência humana, também logicamente os direitos inerentes do mundo natural surgem da própria existência do mundo natural.  Os direitos humanos e os deveres associados para proteger esses direitos se expandiram ao longo do tempo.  Mais notavelmente, a adoção, em 1948, pelas Nações Unidas, da Declaração Universal dos Direitos Humanos (DUDH), que formalizou o reconhecimento de amplas categorias de direitos humanos inalienáveis. Os redatores da DUDH declararam sua crença de que o conceito de direitos humanos fundamentais surgiu não da "decisão de um poder mundano, mas do fato de existir".
Alguns estudiosos argumentaram que, dado que os direitos humanos básicos emanam da própria existência humana, os direitos da natureza também surgem da existência semelhante da natureza e, portanto, os sistemas jurídicos humanos devem continuar a se expandir para reconhecer os direitos da natureza.

Alguns proponentes notáveis dessa abordagem incluem o historiador cultural dos EUA Thomas Berry, o advogado sul-africano Cormac Cullinan, a física indiana e defensora eco-social Vandana Shiva e o professor de direito canadense e Relator Especial da ONU para Direitos Humanos e Meio Ambiente David R. Boyd.

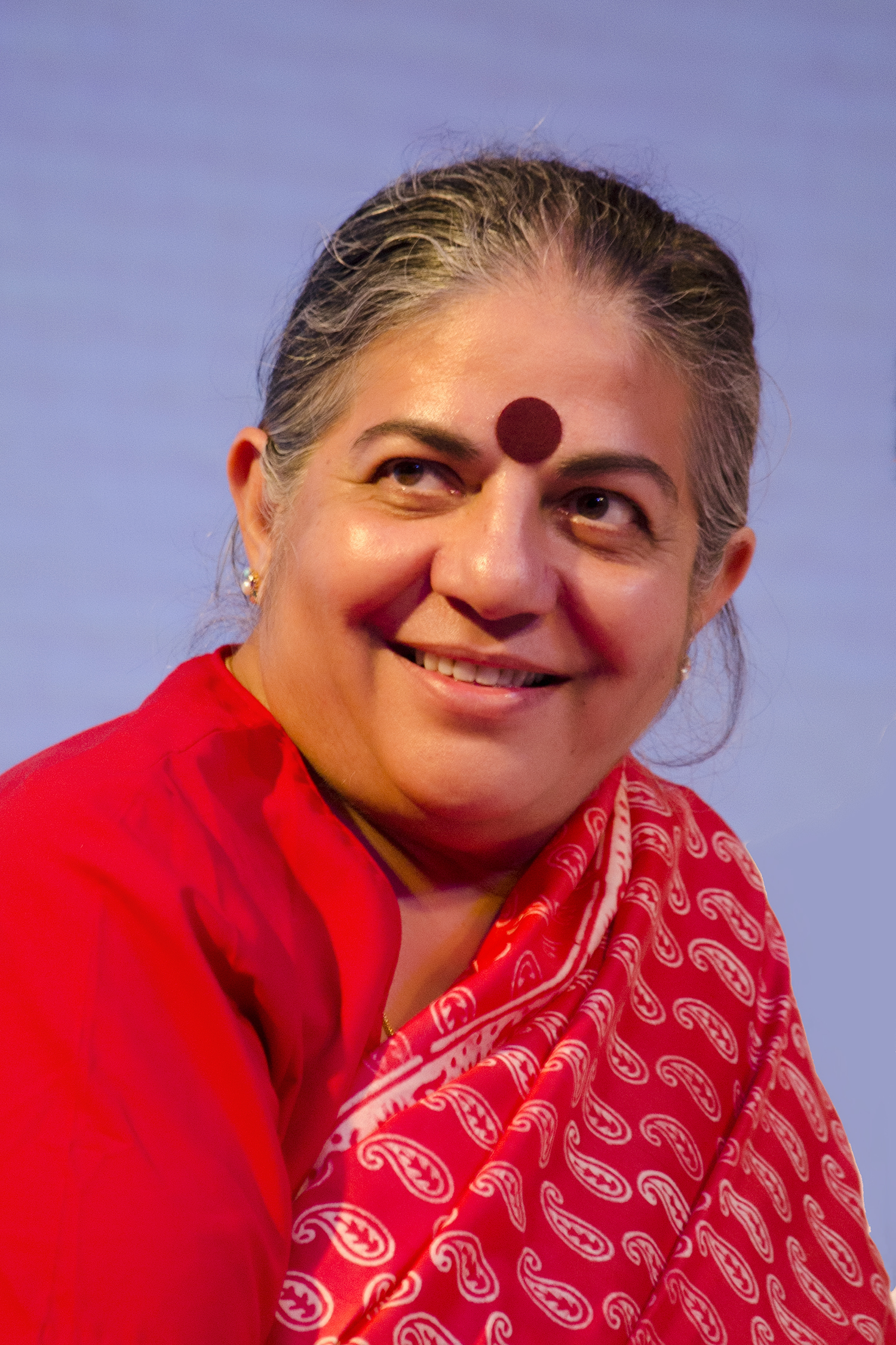
Vandana Shiva - uma estudiosa e ativista indiana que escreveu extensivamente sobre Jurisprudência da Terra e Democracia da Terra que ela descreve como baseada em "comunidades locais - organizadas em princípios de inclusão, diversidade e responsabilidade ecológica e social"

Thomas Berry introduziu um conceito de filosofia e ética do direito chamado jurisprudência da Terra que identifica as leis da Terra como primárias e raciocina que tudo tem um direito intrínseco de ser e evoluir. A Jurisprudência da Terra tem sido cada vez mais reconhecida e promovida em todo o mundo por estudiosos do direito, as Nações Unidas, legisladores, filósofos, economistas ecóogos e outros especialistas como base para a governança centrada na Terra, incluindo leis e sistemas econômicos que protegem os direitos fundamentais da natureza.
O apoio aos direitos da natureza também é apoiado pelo argumento utilitarista de que a humanidade só pode prosperar a longo prazo aceitando a coexistência integrada dos humanos com o mundo natural. Berry observou que o conceito de bem-estar humano derivado de sistemas naturais sem direito fundamental de existir é inerentemente ilógico, e que, protegendo os direitos da natureza, os humanos promovem seu próprio interesse.
O conceito jurídico e filosófico dos direitos da natureza oferece uma mudança de um tratamento da natureza como recurso para a natureza como um parceiro interconectado. Essa escola de pensamento visa seguir o mesmo caminho que os movimentos de direitos humanos seguiram, onde a princípio o reconhecimento dos direitos dos sem direitos parecia "impensável", mas depois amadureceu em uma visão de mundo amplamente defendida.

Christopher Stone, professor de direito da Universidade do Sul da Califórnia, escreveu extensivamente sobre este tópico em seu ensaio seminal, "Should Trees Have Standing", citado por uma discordância da Suprema Corte dos EUA em Sierra Club v. Morton pela posição de que "as questões ambientais devem ser propostas pela própria [natureza]".  Conforme descrito por Stone e outros, os direitos humanos foram cada vez mais "encontrados" ao longo do tempo e declarados "auto-evidentes", como na Declaração de Independência dos EUA, mesmo onde essencialmente não existente na lei. Os sucessos dos movimentos de direitos humanos passados e atuais fornecem lições para o movimento atual de ampliar o círculo da comunidade da Terra para incluir sistemas naturais e populações de espécies como entidades detentoras de direitos.